# Watersztag

Schemat olinowania stałego bukszprytu

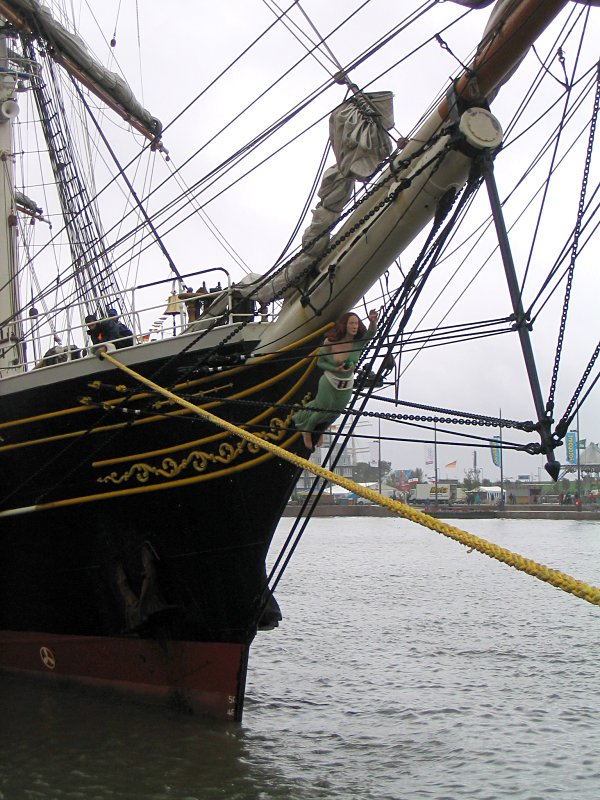
Watersztagi, waterbaksztagi i delfiniak na żaglowcu Stad Amsterdam

Watersztag – lina olinowania stałego, stosowana do stabilizacji bukszprytu w płaszczyźnie symetrii żaglowca, przeciwdziałająca siłom ciągnącym bukszpryt do góry, a przenoszonym przez sztagi, które napinane są pracującymi na nich żaglami (przednimi sztakslami). Na jednostkach średnich i dużych watersztag występuje jako metalowy łańcuch. Watersztag w postaci łańcucha ma tę dodatkową zaletę, że działa tylko w jedną stronę (bo nie ma sprężystości), co jest szczególnie istotne przy dużych zmianach przenoszonych sił.
Watersztag biegnie od noku bukszprytu do dziobnicy. Może być również więcej watersztagów, mocowane są one wtedy do różnych elementów bukszprytu – w miejscach mocowania poszczególnych sztagów, lub miejscach łączenia kolejnych drzewc w bukszprycie wieloczęściowym.
W celu zapewnienia wydajniejszego działania watersztagu na bukszpryt, może być on rozpinany rozpórką zwaną delfiniakiem. W przypadku kilku watersztagów, mogą one być rozpinane tym samym delfiniakiem, lub np. dwoma.